# Igreja Católica na Suíça
A Igreja Católica na Suíça (em alemão:  Römisch-katholische Kirche in der Schweiz, em francês:  Église catholique en Suisse, em italiano:  Chiesa cattolica in Svizzera) é parte da Igreja Católica universal, em comunhão com a liderança espiritual do Papa, em Roma, e da Santa Sé. Por ser um país multicultural, a Suíça tem grande variedade religiosa, como por exemplo, os católicos, que representam cerca de 37,3% da população, e os protestantes, que são cerca de 26,9% do total.

## História

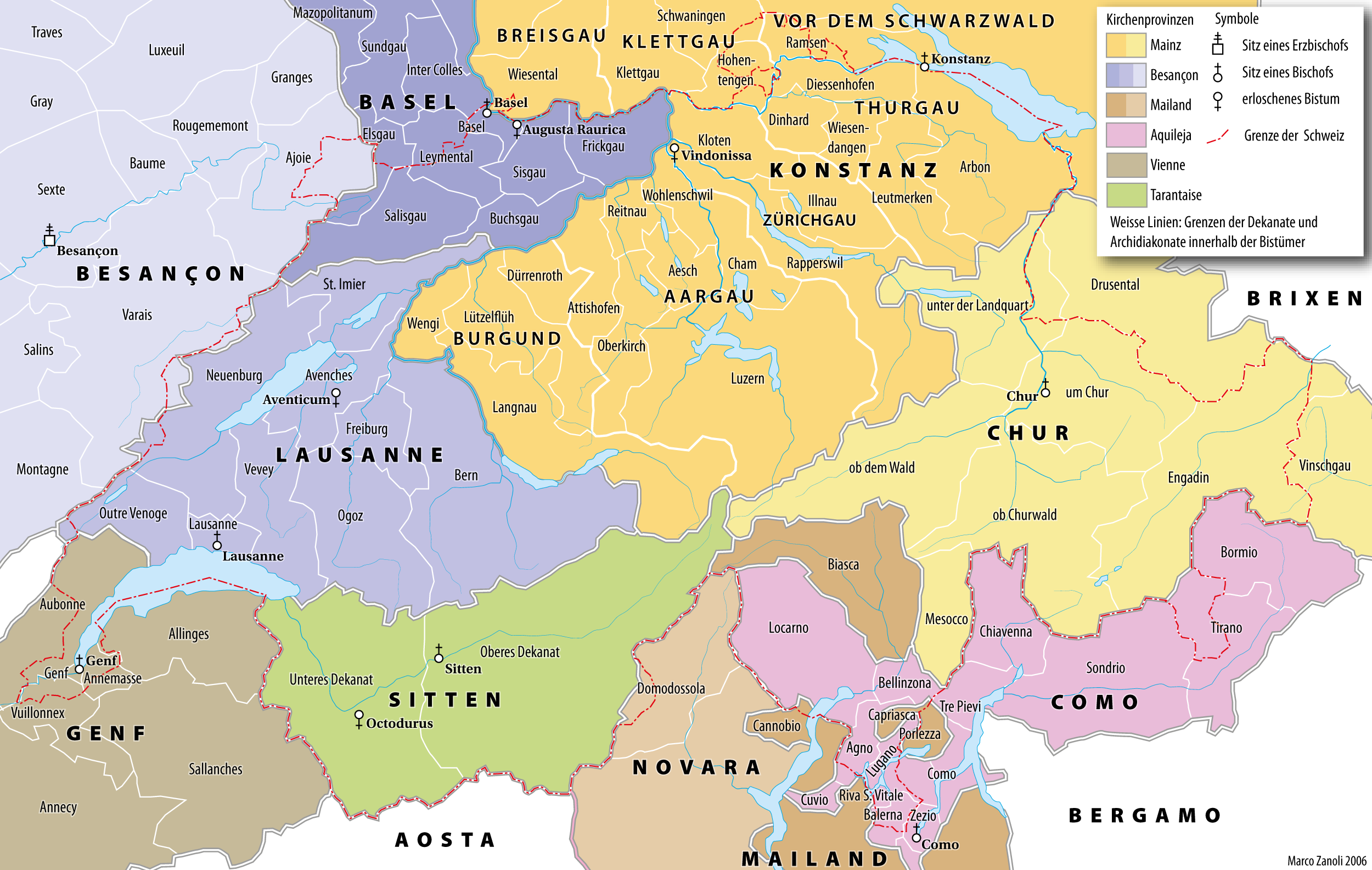
Uma divisão histórica das províncias católicas suíças

As primeiras dioceses do atual território suíço foram fundadas no final dos tempos romanos (séculos III e IV), em Genebra e Avenches. Ao norte, o cristianismo começou por missionários anglo-irlandeses na Baixa Idade Média. Até a Reforma, a Igreja Católica desempenhou se papel de forma abrangente em todas as áreas da vida social e pública.
Uma segunda fase de supressão e secularização após a Reforma foram o iluminismo e o liberalismo. Mesmo depois disso, a secularização da vida social continuou, inclusive em outras denominações. Após a Segunda Guerra Mundial, a imigração de pessoas de outras culturas e religiões se uniu a isso, e cada vez mais se lida com a falta de sacerdotes. No entanto, a igreja continua a ser o maior grupo confessional do país.
O bispo conservador de Chur Vitus Huonder é um dos apoiadores da separação entre Igreja e Estado.

## Organização territorial
As dioceses são:

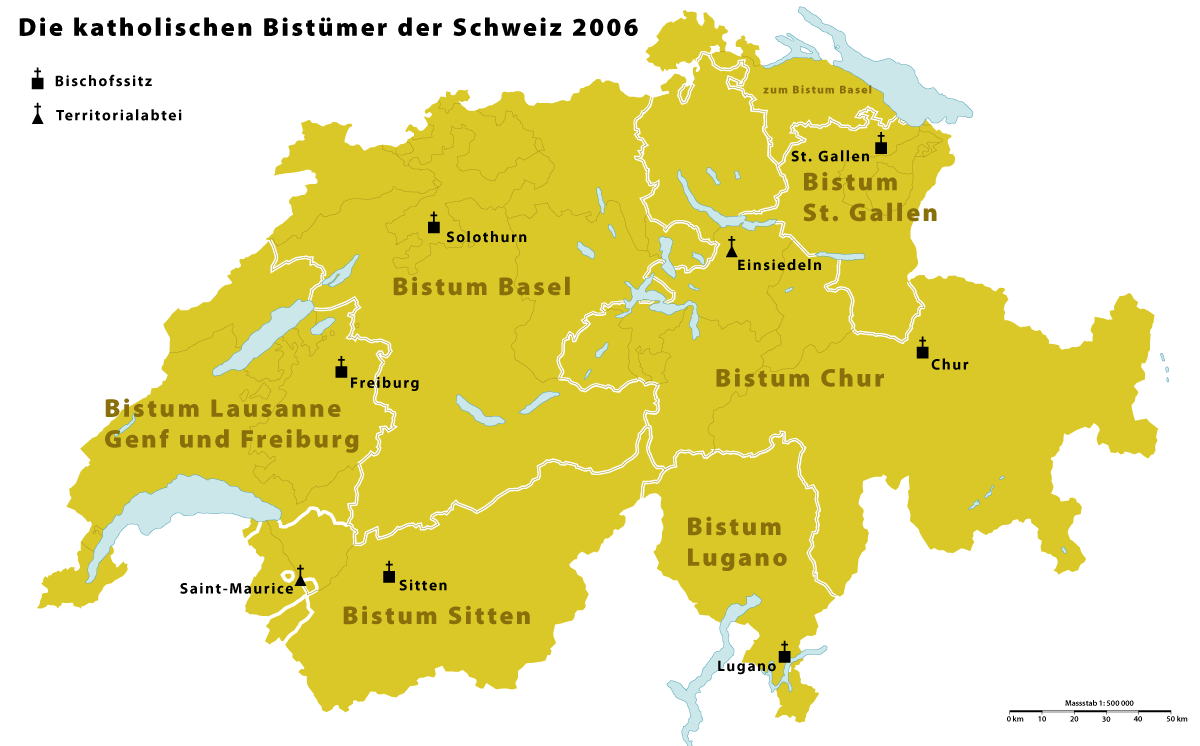
Mapa da atual divisão territorial das dioceses católicas suíças

- Diocese de Basileia, comandada pelo bispo Dom Felix Gmür
- Diocese de Lausana, Genebra e Friburgo, comandada pelo bispo Dom Charles Morerod
- Diocese de Coira, comandada pelo bispo Dom Vitus Huonder
- Diocese de Lugano, comandada pelo bispo Dom Pier Giacomo Grampa
- Diocese de São Galo, comandada pelo bispo Dom Markus Büchel
- Diocese de Sion, comandada pelo bispo Dom Norbert Brunner

As duas abadias territoriais que não pertencem à nenhuma diocese são:
- Abadia de São Maurício no Cantão de Valais, que é tem maior mosteiro continuamente habitado da Europa, cujo abade é Joseph Roduit,
- Abadia de Einsiedeln, no Cantão de Schwyz, comandada pelo abade Dom Urban Federer

Em contraste à maioria das dioceses católicas, os bispados suíços são isentos, ou seja, imediatamente sujeitos à jurisdição da Santa Sé, sem qualquer bispo metropolitano.
Nos últimos trinta anos, principalmente durante o conflito sobre a nomeação de Wolfgang Haas como bispo de Chur, tem havido discussões para fazer uma grande reforma da estrutura da Igreja Católica da Suíça, o que provavelmente também levaria ao estabelecimento de uma sé metropolitana (provavelmente em Lucerna). No entanto, as discussões continuam por se resolver, especialmente sobre o status do Cantão de Zurique como parte da Diocese de Chur, a extensão grande mas limitada da Diocese de Basileia e a falta de uma metrópole permanecem sem solução.
Atualmente há apenas um cardeal vivo da Suíça, Kurt Koch que, inclusive, participou do Conclave de 2013.

## Estatísticas
| Ano         | 2002  | 2010  | 2015  | 2016  |
| ----------- | ----- | ----- | ----- | ----- |
| Catolicismo | 41,8% | 38,2% | 37,3% | 36,5% |

37,3% da população suíça pertencia à Igreja Católica em 2015, tornando os católicos a maior comunidade religiosa do país. Devido ao afluxo de trabalhadores italianos, espanhóis e portugueses, os católicos têm superado em número os protestantes na Suíça desde a década de 1970.

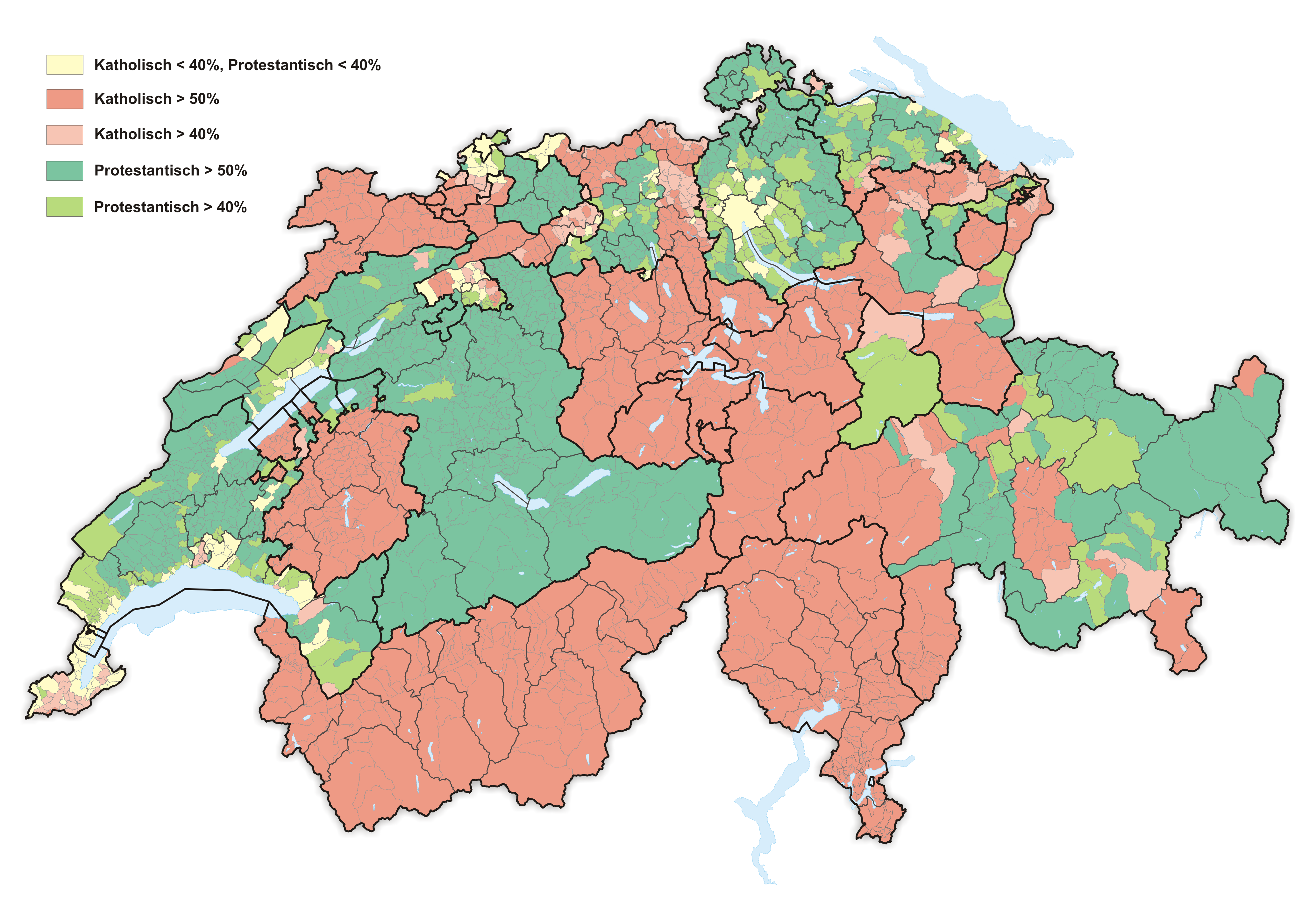
Mapa da Suíça, com a divisão por cantões, e a maioria de cada um. Os cantões marcados em vermelho são de maioria católica, os em verde são de maioria protestante, e os em amarelo são cantões com divisão equilibrada

Uri (78,8%), Valais (72,8%), Obwalden (72,7%) e Appenzell-Innerrhoden (72,2%) são os cantões com a maior percentagem de católicos na população residente total.
A filiação a igrejas cristãs diminuiu nos últimos anos. Em uma pesquisa mais ampla sobre as atitudes religiosas na Suíça, realizada em 2000, apenas 16% dos suíços disseram que a religião era "muito importante" para eles, muito abaixo de suas famílias, seus empregos, esporte ou cultura. Outra pesquisa publicada no mesmo ano mostrou que o número de frequentadores regulares de igrejas caiu 10% em 10 anos. Os católicos suíços tendem a ser mais assíduos na igreja que os protestantes: 38,5% disseram que não iam à igreja, enquanto entre os protestantes o número era de 50,7%. Apenas 71% do total de pessoas entrevistadas disseram acreditar em Deus. A demanda por batismos nas igrejas, casamentos e funerais caiu drasticamente nos últimos 30 anos. O censo de 2000 mostrou que a Igreja Católica e a principal igreja protestante (Evangélica Reformada) haviam perdido em termos absolutos (o número de membros) e em termos relativos (sua participação na população total).

## Conferência Episcopal
A Conferência dos Bispos Suíços foi fundada em 1863, como membro do Conselho de Conferências Episcopais da Europa.

## Nunciatura Apostólica
A Nunciatura Apostólica para a Confederação Helvética, como é conhecida oficialmente a Suíça, fica localizada em Berna.